# 573 (číslo)
Pět set sedmdesát tři je přirozené číslo. Následuje po čísle pět set sedmdesát dva a předchází číslu pět set sedmdesát čtyři. Římskými číslicemi se zapisuje DLXXIII a řeckými číslicemi φογ.

## Matematika
573 je:
- Deficientní číslo
- Poloprvočíslo
- Nešťastné číslo

## Astronomie
- (573) Recha je planetka hlavního pásu, kterou objevil v roce 1905 Max Wolf

## Roky
- 573
- 573 př. n. l.